# Boglárhely
A boglárhely a pajzs középső része, legelőkelőbb helye. Ezen a részen általában a boglárpajzs található. A neve is innen származik.   
A főpajzsra a címerek egyesítéseként, de gyakorlati elkülönítésük mellett gyakran helyeznek kisebb pajzsokat, hogy kiemeljék azok viselőjének különleges, megtisztelő szerepét. Ilyenkor azok a boglárhelyre kerülnek miáltal a központba helyezik, de így a többi címerábra is jól látható marad a mezőben. A legtöbb fő címerábra szintén a boglárhelyen található, ami a címerhatározás szempontjából kap jelentőséget.